# 辛安泉
辛安泉，位于中华人民共和国山西省长治市境内，是山西省和华北地区仅次于娘子关泉的第二大岩溶泉。辛安泉泉域面积10950平方千米，出露于长治市潞城区与平顺县、黎城县交界地带的浊漳河干流两岸地区，主要由王曲、实会两大泉群组成。潞城区黄牛蹄乡辛安村以上有林滩、西流、王曲、南流等泉组，统称王曲泉群，出露高程643～615米，流量占总流量的86%；辛安村以下有实会、安乐、车流、北耽车等泉组，统称实会泉群，出露高程615～600米，流量占总流量的14%。辛安泉属侵蚀溢流型泉水，水量丰富，水质优良。辛安泉不但是浊漳河干流清水的主要来源，还是长治市工农业和城市生活的主要供水水源。辛安泉的开发对潞安矿区的开发起到了重要作用